# Musger Mg 19
Die Musger Mg 19, nach dem Hersteller auch Oberlerchner Mg 19, war das erste nach dem Zweiten Weltkrieg in Serie gefertigte Segelflugzeug Österreichs.

## Entwicklung
Ab 1950 entwickelte der nach dem Ende des Zweiten Weltkriegs bei Steyr Daimler Puch tätige Konstrukteur Erwin Musger in seiner Freizeit seinen aus der Vorkriegszeit stammenden Segelflugzeugentwurf Mg 9 zur Mg 19 weiter. Der charakteristische Möwenflügel des Vorgängers wurde von ihm übernommen, aber statt in abgestrebter Schulterdeckerbauweise freitragend rumpfmittig angeordnet und die Konstruktion insgesamt moderner ausgeführt. Das Flügelprofil wurde von einem Göttingen 535 zu einem Göttingen 549 geändert. Durch Vermittlung des Segelflugzeug-Bauprüfers Walter Mühlbacher kam Musger mit Josef Oberlerchner, dem Inhaber eines Holzverarbeitungsbetriebes in Spittal an der Drau, in Kontakt. Oberlerchners Unternehmen hatte bereits nach der Freigabe des Segelfluges in Österreich am 22. Dezember 1949 durch die Alliierten im darauffolgenden Jahr etwa 50 Grunau Baby 2b im Auftrag des Österreichischen Aero-Clubs hergestellt und erklärte sich bereit, den Bau von Musgers Mg 19 zu übernehmen. Der Prototyp wurde im Juni 1950 mit der Werknummer 1 aufgelegt und absolvierte am 25. November 1951 als OE–0152 seinen Erstflug. Anschließend entstand eine kleine Serie, die insgesamt zwölf Stück umfasste. Sechs davon nahmen an den österreichischen Meisterschaften 1952 in Zell am See teil. Bei der Staatsmeisterschaft von 1953 belegten Mg 19 den ersten, zweiten und sechsten Platz. Die Siegermaschine wurde von Walter Hesser geflogen, der im folgenden Jahr zusammen mit E. Neumann an den Weltmeisterschaften in Camphill/England teilnahm, dort aber nur den fünften von neun Plätzen erreichte.
Ab 1953 erschienen die beiden parallel entwickelten Ausführungen Mg 19a und Mg 19b. Von ersterer wurden 20 Exemplare produziert, die neben einer geänderten Kabinenhaube verkürzte Querruder erhielten, was die Leermasse geringfügig um 10 kg ansteigen ließ, aber die Steuerkräfte verringerte. Mit dieser Version wurden zwei Landesrekorde erflogen, ein mit 74,7 km/h durchflogenes 100-km-Dreieck sowie eine erreichte Höhe von 4900 m. Die Mg 19b von 1954 erhielt statt des Möwenflügels gerade Tragflächen, was die Herstellung vereinfachte. Mit den zwölf gebauten Seglern wurden fünf Landesrekorde erflogen.
Für die im französischen Saint-Yan stattfindenden Weltmeisterschaften im Juni/Juli 1956 schuf Musger die Mg 19c. Aufgrund von Problemen mit den geänderten und nicht genügend erprobten Tragflächen erreichte das einzige gebaute und als OE–0344 zugelassene Exemplar lediglich den letzten Platz. Als letztes wurde die von 1956 bis 1960 von Oberlerchner in Zusammenarbeit mit der Akaflieg Graz entwickelte Mg 19s gebaut. Sie erhielt einen komplett anderen Rumpf aus geschweißten Stahlrohren und nach vorn gepfeilten Tragflächen, was sie im Prinzip zu einer Neukonstruktion machte. Sie erhielt am 20. April 1965 die Zulassung als OE–0517 und wurde nach einer Bruchlandung nicht wieder instand gesetzt.

## Technische Daten
| Kenngröße                  | Daten (Mg 19) | Daten (Mg 19a) | Daten (Mg 19b) | Daten (Mg 19c) | Daten (Mg 19s) |
| -------------------------- | ------------- | -------------- | -------------- | -------------- | -------------- |
| Besatzung                  | 2             | 2              | 2              | 2              | 2              |
| Spannweite                 | 17,60 m       | 17,60 m        | 17,70 m        | 17,70 m        | 17,70 m        |
| Länge                      | 7,75 m        | 8,04 m         | 8,04 m         | 8,10 m         | 7,90 m         |
| Höhe                       | 1,72 m        | 1,72 m         | 1,72 m         | 1,72 m         | 1,70 m         |
| Flügelfläche               | 21,0 m²       | 21,0 m²        | 21,0 m²        | 21,0 m²        | 21,0 m²        |
| Flügelstreckung            | 14,75         | 14,75          | 14,92          | 14,92          | 14,92          |
| Leermasse                  | 275 kg        | 285 kg         | 310 kg         | 332 kg         | 310 kg         |
| max. Startmasse            | 475 kg        | 485 kg         | 485 kg         | 532 kg         | 490 kg         |
| zul. Höchstgeschwindigkeit | 200 km/h      | 200 km/h       | 200 km/h       | 200 km/h       | 197 km/h       |
| Gleitzahl                  | 26            | 26             | 26             | 32             |                |